# 日之影町
日之影町（ひのかげちょう）は、宮崎県の北部に位置する町。西臼杵郡に属しており、広くは延岡都市圏域に属する。

## 地理

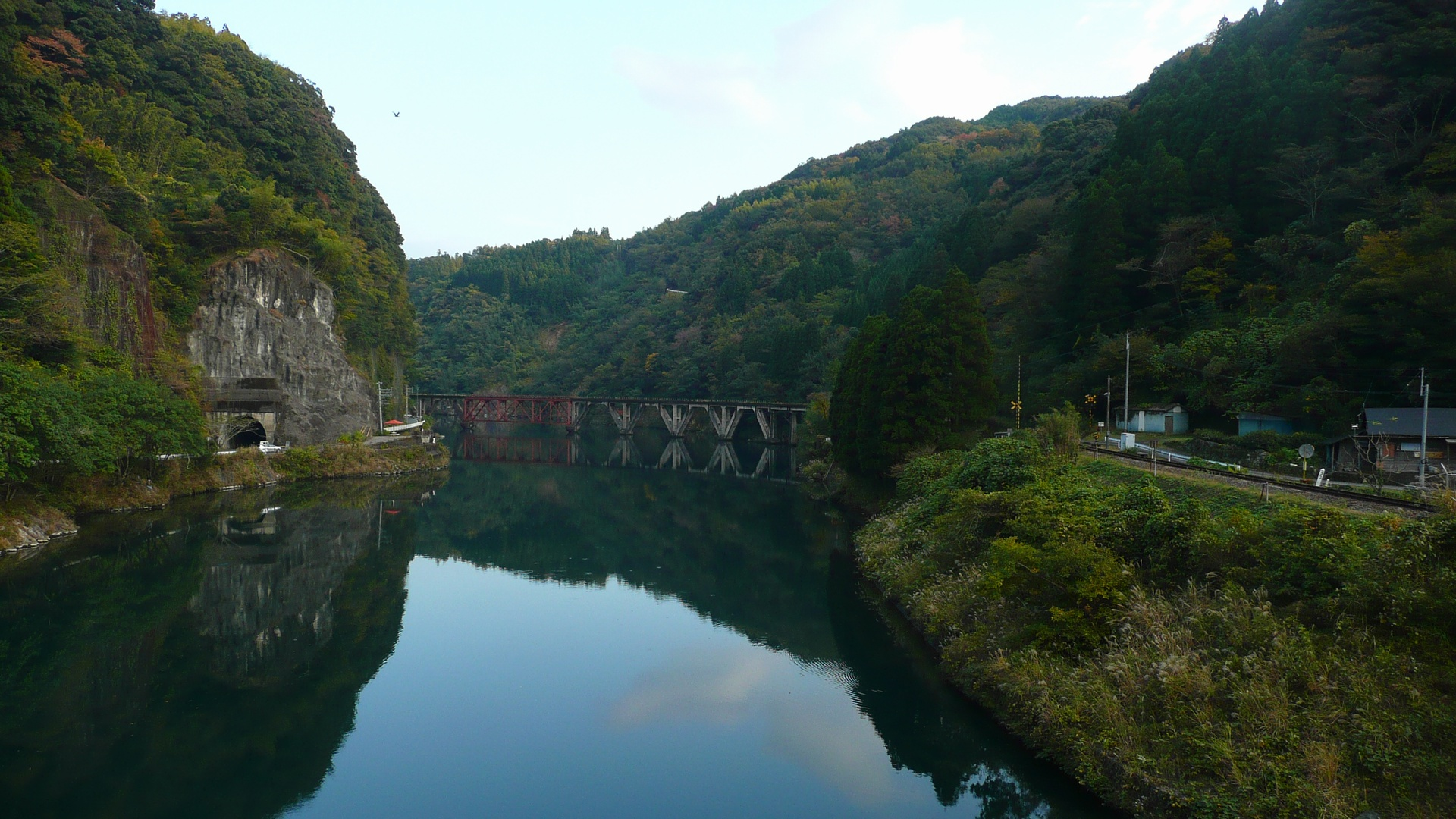
町内を東西に流れる五ヶ瀬川。写真中央の橋は第三五ヶ瀬川橋梁（高千穂鉄道）

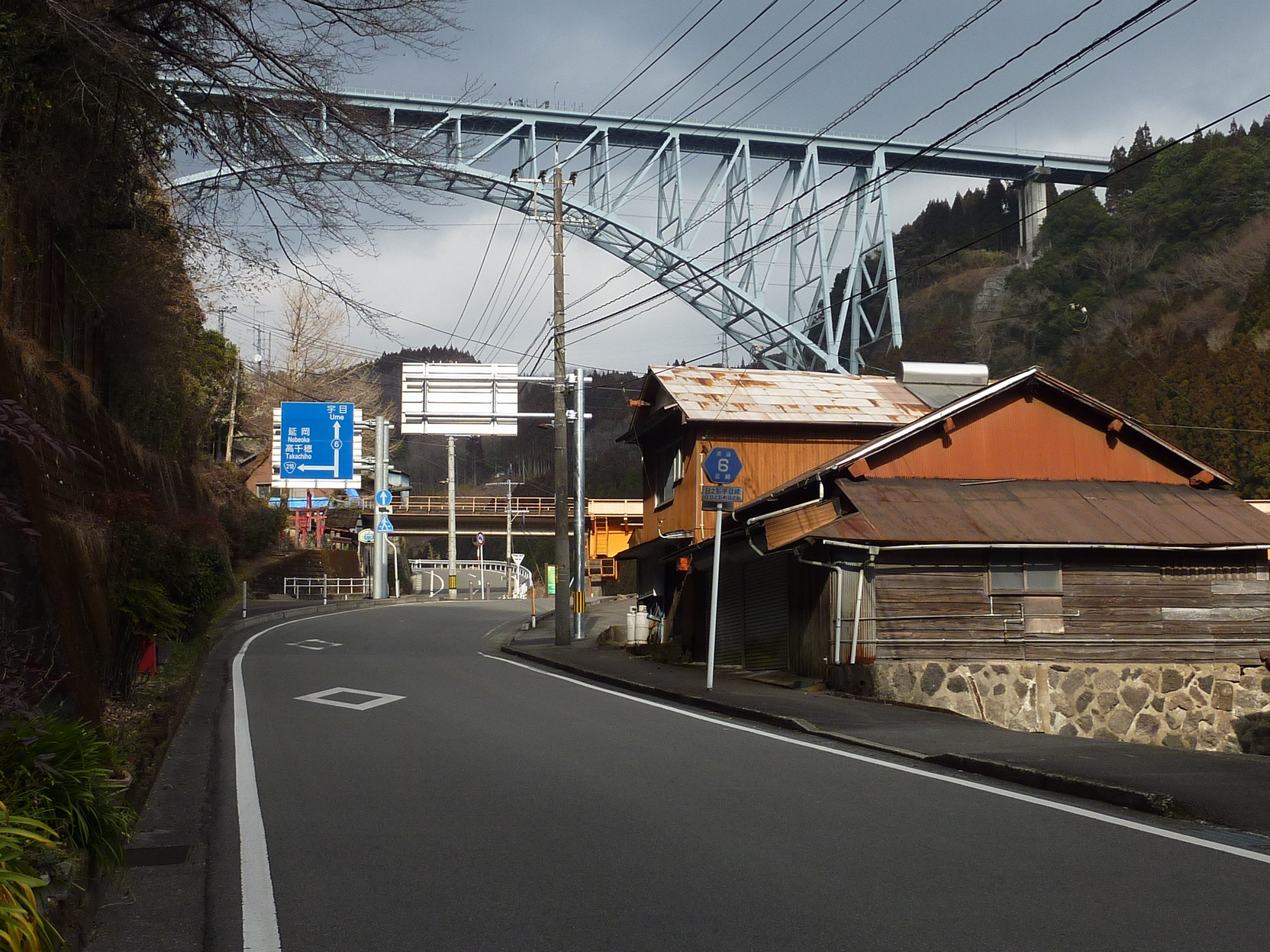
県道6号日之影宇目線。正面に青雲橋（国道218号）を望む。

宮崎県の最北山間部、九州山地に位置する。東西約9km、南北約30km、総面積277.67km2の面積を持ち、全体の約90%が山林。五ヶ瀬川が町の中央部を東西に貫流。多くの谷が五ヶ瀬川に流れ込み、深いV字形の渓谷を形成。50～100mの切り立った断崖となり、その上部に階段状に耕地が拓かれ、大小多数の集落が形成されている。年平均気温は15.5℃。
- 山：傾山・五葉山・釣鐘山・真弓岳
- 川：五ヶ瀬川・日之影川

### エリア指定
- 祖母傾国定公園
- 森林セラピー基地
- 世界農業遺産 高千穂郷椎葉山地域
- 祖母傾大崩 ユネスコエコパーク

### 隣接市町村
東に延岡市、西に西臼杵郡高千穂町、南に東臼杵郡諸塚村と美郷町、北に大分県佐伯市と豊後大野市が隣接する。
※地籍調査の進捗率は100%。（平成21年度末時点）

### 地名
- 岩井川(旧岩井川村)
- 分城(旧岩井川村)
- 七折(旧七折村)
- 見立(岩戸村山裏の一部を編入、改称)

住民票記載の住所は、字を廃止している。

## 歴史
町名は、初代天皇神武天皇の兄：三毛入野命が「日の影（影＝古語で光）」が射した土地として名を残したことに由来する。
約２万年前、旧石器時代の出羽（いずるは）洞穴が見立地区に残り、旧石器が発見されている。（宮崎県内最古の遺跡とされている。）
飛鳥～奈良時代には日向国臼杵郡智保郷、平安時代には高千穂荘として現在の西臼杵郡一帯の統治内におかれる。安土桃山時代、高千穂荘は延岡藩の支配下となり、御役所（代官所）が置かれ高千穂統治の中心地であった。
廃藩置県の際には延岡県（旧延岡藩）に属していた。その後すぐ行われた県の再編で美々津県となり、1873年に宮崎県（1876-1883年は鹿児島県）となった。

### 近現代

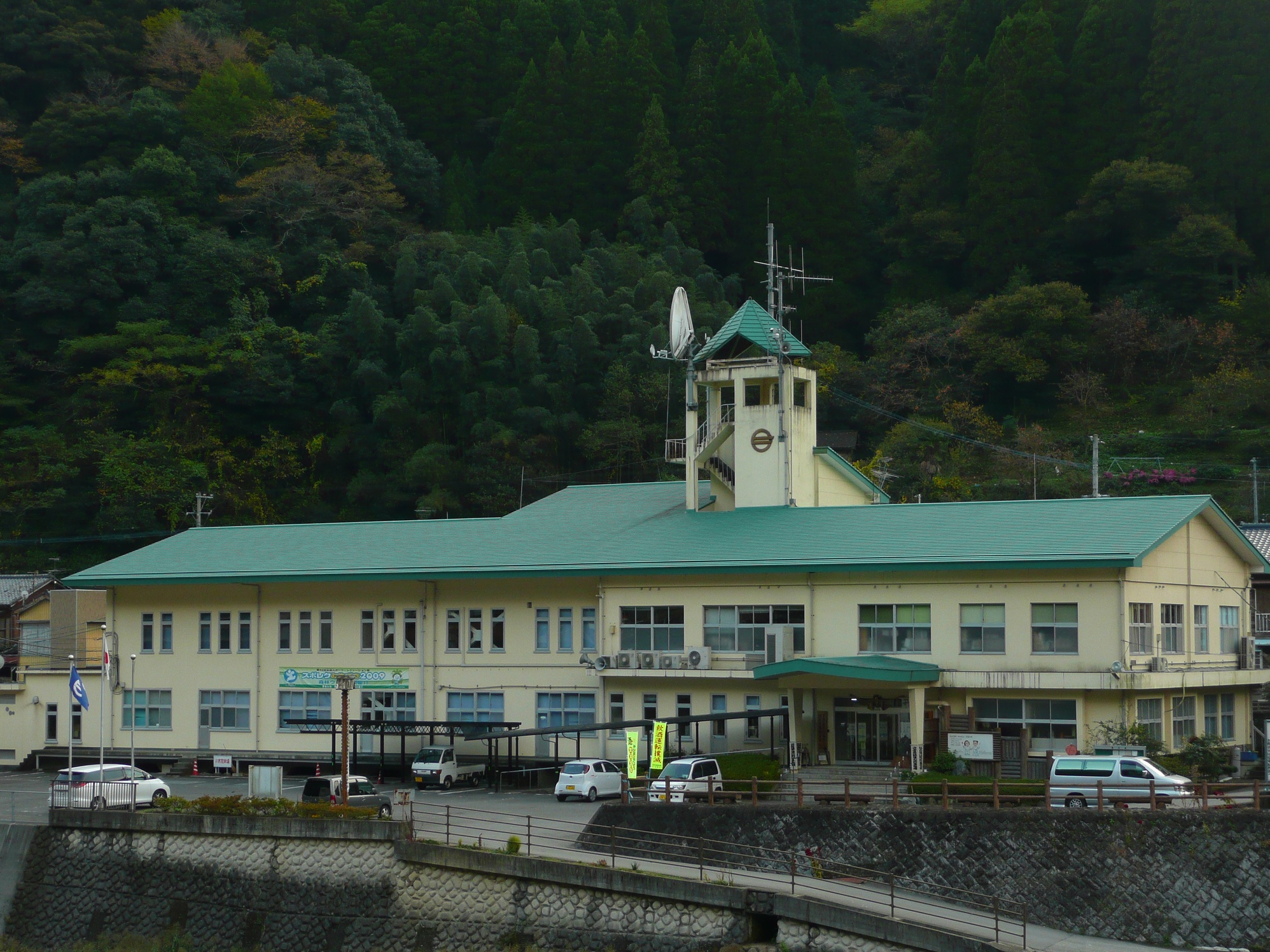
1956年に完成し、複数回の増築を経て2021年まで使用された町役場庁舎（大字岩井川3398番地1、2009年11月撮影）

- 1951年1月1日 - 七折村・岩井川村が対等合併し町制施行。日の影町が発足。

- 1956年9月30日 - 岩戸村の一部地域を編入。日之影町に改称。改称の理由は1954年から1955年にかけて台風被害や公共施設の火災が相次いだため[5]。
- 2015年 - 周辺町村と一体となった高千穂郷・椎葉山地域が、国際連合食糧農業機関から世界農業遺産に認定される[6]。
- 2021年5月6日 - 町役場を宮水地区（旧日之影町民センター跡地、大字七折9079番地）に移転[1][7]。

## 町政
- 町長：佐藤貢（2013年12月就任、3期）
- 町議会　議員定数8名
  - 議長：一水輝明（2020年10月21日～）[8]

## 国政・県政

### 国政
衆議院小選挙区選挙では宮崎2区（延岡・日向・西都・児湯郡・西臼杵郡・東臼杵郡）に属する。近年選出の議員は以下のとおり。近年選出の議員は以下のとおり。
- 2021年10月（第49回衆議院議員総選挙）
  - 江藤拓（自民）

### 宮崎県議会
本町と高千穂町、五ヶ瀬町で選挙区をなす。定数は1人。近年選出の議員は以下のとおり。
- 1987年-2019年4月　
  - 緒嶋雅晃（自民）
- 2019年4月
  - 佐藤雅洋

## 産業
主要産業は農林業。
かつては鉱業も盛んであった。スズや硫化鉄、鉛、亜鉛などの鉱物資源に恵まれており、20ほどの鉱山が稼働していた時期もあった。その中でも最大規模であった見立鉱山では、スズの採掘が行われていたが1963年には閉山に至っている。
2007年より森林セラピー基地、森林セラピーロードを活用し、「癒しの森の案内人」のガイドによるウォーキングや自然体験、料理や伝統工芸体験メニューなどを組み合わせた森林セラピーの取組みを進めている。

### 特産品
- 果樹（柚子・栗・きんかん）・果樹加工品
- 椎茸
- 釜炒り茶
- 竹細工

　　山間地の生活道具として竹細工が発達した。資料館を常設。現代の名工に選ばれ、米国・スミソニアン博物館にも作品を収めた故・廣島一夫など卓越した職人を育む。
- めんぱ
- わら細工

## 地域

### 人口
| |                                          |  |
| 日之影町と全国の年齢別人口分布（2005年） | 日之影町の年齢・男女別人口分布（2005年） |  |
| ■紫色 ― 日之影町 ■緑色 ― 日本全国 | ■青色 ― 男性 ■赤色 ― 女性                |  |
| 日之影町（に相当する地域）の人口の推移 \| 1970年（昭和45年） \| 10,261人 \| \| \| 1975年（昭和50年） \| 8,715人 \| \| \| 1980年（昭和55年） \| 8,013人 \| \| \| 1985年（昭和60年） \| 7,353人 \| \| \| 1990年（平成2年） \| 6,550人 \| \| \| 1995年（平成7年） \| 5,928人 \| \| \| 2000年（平成12年） \| 5,445人 \| \| \| 2005年（平成17年） \| 5,031人 \| \| \| 2010年（平成22年） \| 4,463人 \| \| \| 2015年（平成27年） \| 3,946人 \| \| \| 2020年（令和2年） \| 3,635人 \| \| |                                          |  |
| 総務省統計局 国勢調査より |                                          |  |
| 1970年（昭和45年） | 10,261人                                 |  |
| 1975年（昭和50年） | 8,715人                                  |  |
| 1980年（昭和55年） | 8,013人                                  |  |
| 1985年（昭和60年） | 7,353人                                  |  |
| 1990年（平成2年） | 6,550人                                  |  |
| 1995年（平成7年） | 5,928人                                  |  |
| 2000年（平成12年） | 5,445人                                  |  |
| 2005年（平成17年） | 5,031人                                  |  |
| 2010年（平成22年） | 4,463人                                  |  |
| 2015年（平成27年） | 3,946人                                  |  |
| 2020年（令和2年） | 3,635人                                  |  |

### 教育

#### 中学校
町立
1校
- 日之影中学校

※閉校となった中学校は宮崎県中学校の廃校一覧#西臼杵郡を参照。

#### 小学校
町立
3校（2020年（令和2年）4月時点）
- 高巣野小学校
- 日之影小学校
- 宮水小学校

※閉校となった小学校は宮崎県小学校の廃校一覧#西臼杵郡を参照。

### 郵便局
- 日之影郵便局（集配局）
- 八戸郵便局（無集配局）
- 天翔大橋簡易郵便局
- 見立簡易郵便局（2016年11月～ 一時閉鎖中）[10]

## メディア・通信

### ケーブルテレビ
- ひのかげケーブルネットワーク（HCN）
  - 日之影町による公営のケーブルテレビ局。
  - 地デジの難視聴地域対策として県内テレビ4ch（NHK宮崎総合・Eテレ、UMKテレビ宮崎、MRT宮崎放送）、および町データ放送（自主放送チャンネル）の提供を行っている。
  - 株式会社ケーブルメディアワイワイがオプションとして多チャンネル放送（BSデジタル放送・CSデジタル放送）の提供を行っている。また熊本民放の区域外再放送を実施しており、KKT熊本県民テレビ・KAB熊本朝日放送の視聴が可能である。
  - インターネット（光回線）サービスについてもケーブルメディアワイワイが担当。ケーブルプラス電話等のサービスを提供する。
  - 端末を利用したIP告知放送では、町の行政放送や県内ラジオ局（NHKラジオFM、JOY FM、MRTラジオ）の再送信が聴取可能であり、固定電話を利用した集落内放送を行う事が出来る。

## 交通
最寄り空港は熊本空港または宮崎空港。どちらも所要時間2時間ほどで到着する。

### 鉄道
現在町内に鉄道は存在しない。最寄駅は延岡市の延岡駅（JR日豊本線）。
町内の鉄道は1937年9月に日ノ影線（後の高千穂線）が川水流駅（延岡市北方町）から槇峰駅まで延伸したことに始まる。町役場の最寄り駅であった日ノ影駅（後の日之影温泉駅）は1939年10月に開業し、1972年に高千穂駅（高千穂町）まで全通した。1989年4月28日に第三セクターの高千穂鉄道に転換されたものの、2005年の台風14号被害により運転を休止し、町内の区間は2008年12月28日に廃止された。
町内に存在した駅は以下の通りである。日之影温泉駅は現在も温泉施設として営業を継続している。
（延岡市） - 槇峰駅（1937年9月開業） - 日向八戸駅（1939年10月開業） - 吾味駅（1957年2月開業） - 日之影温泉駅（1939年10月開業） - 影待駅（1972年7月開業） - 深角駅（1972年7月開業） - （高千穂町）
この他の路線として森林鉄道の日之影森林鉄道・鹿川森林鉄道が存在した。

### バス
- 一般路線バス - 宮崎交通が運行する。日之影町を経由し延岡市と高千穂町を結ぶ。
  - 旧道（宮崎県道237号北方高千穂線）経由：延岡駅 - 北方 - 日之影 - 日之影町立病院 - 高千穂バスセンター
  - バイパス（国道218号）経由：延岡駅 - 北方 - 青雲橋 - 日之影町立病院 - 高千穂バスセンター
- 特急「たかちほ号」（宮崎交通・九州産交バス）：熊本市 - 熊本空港 - 高森町 - 山都町 - 五ヶ瀬町 - 高千穂町 - 日之影町 - 延岡市
- 高速「ごかせ号」（宮崎交通・西日本鉄道）：福岡市 - 福岡空港国際線 - 基山PA - 久留米IC - 八女IC - 日之影町
- 日之影町コミュニティバス「すまいるバス」 - 町が運行主体となり町内を運行

### 高速道路

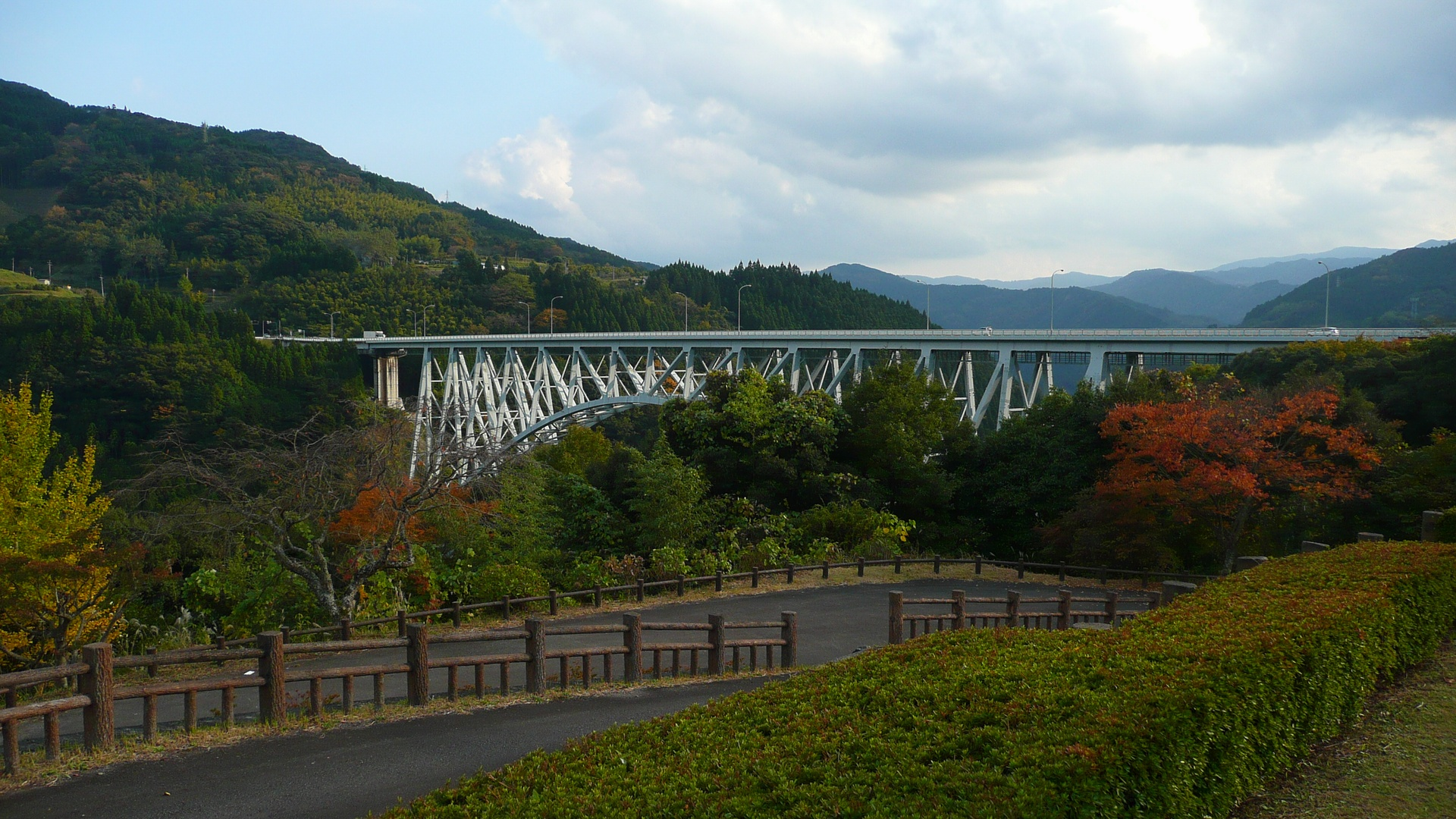
青雲橋

町内では高千穂日之影道路（九州中央自動車道に並行する一般国道自動車専用道路）が一部区間において供用中であるが、その先の熊本市方面および延岡市方面へ至る区間については未供用区間が存在する。2021年には高千穂町方面へ至る高千穂雲海橋道路が事業化された。
現在、九州自動車道へ直結する最寄りインターは九州中央道の山都中島西IC、東九州自動車道へ直結する最寄りインターは九州中央道蔵田交差点である。
- E77 九州中央自動車道（高千穂雲海橋道路・高千穂日之影道路）　
  - 【高千穂町】 - （事業中） - 雲海橋交差点 - 日之影深角IC - 平底交差点 - （基本計画区間）

### 一般国道
- 国道218号
  - 道の駅青雲橋

## 名所・旧跡・観光スポット・祭事・催事

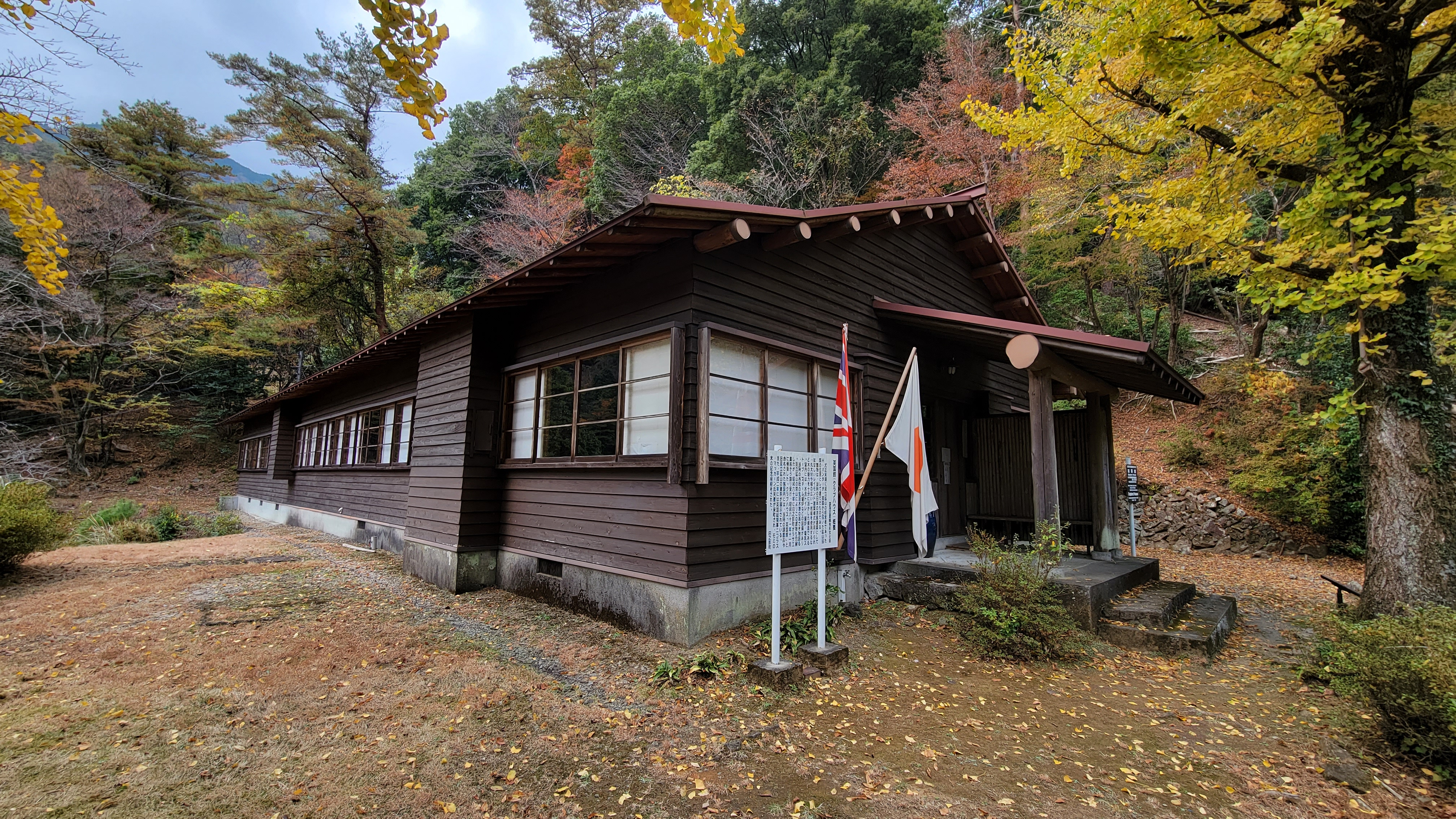
英国館（旧見立鉱山クラブハウス）

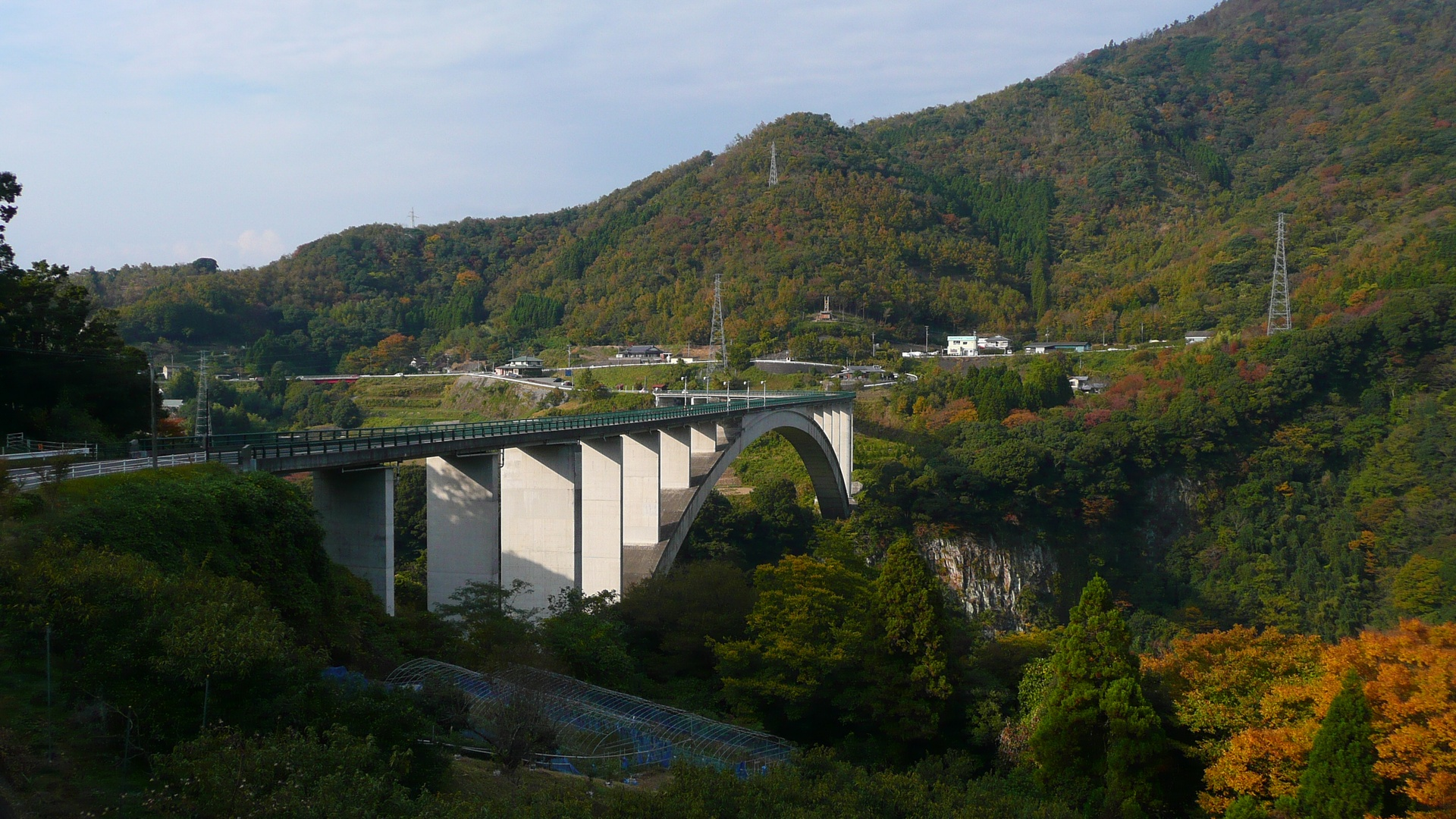
天翔大橋（ふるさと農道、日本最大のコンクリートアーチ橋）

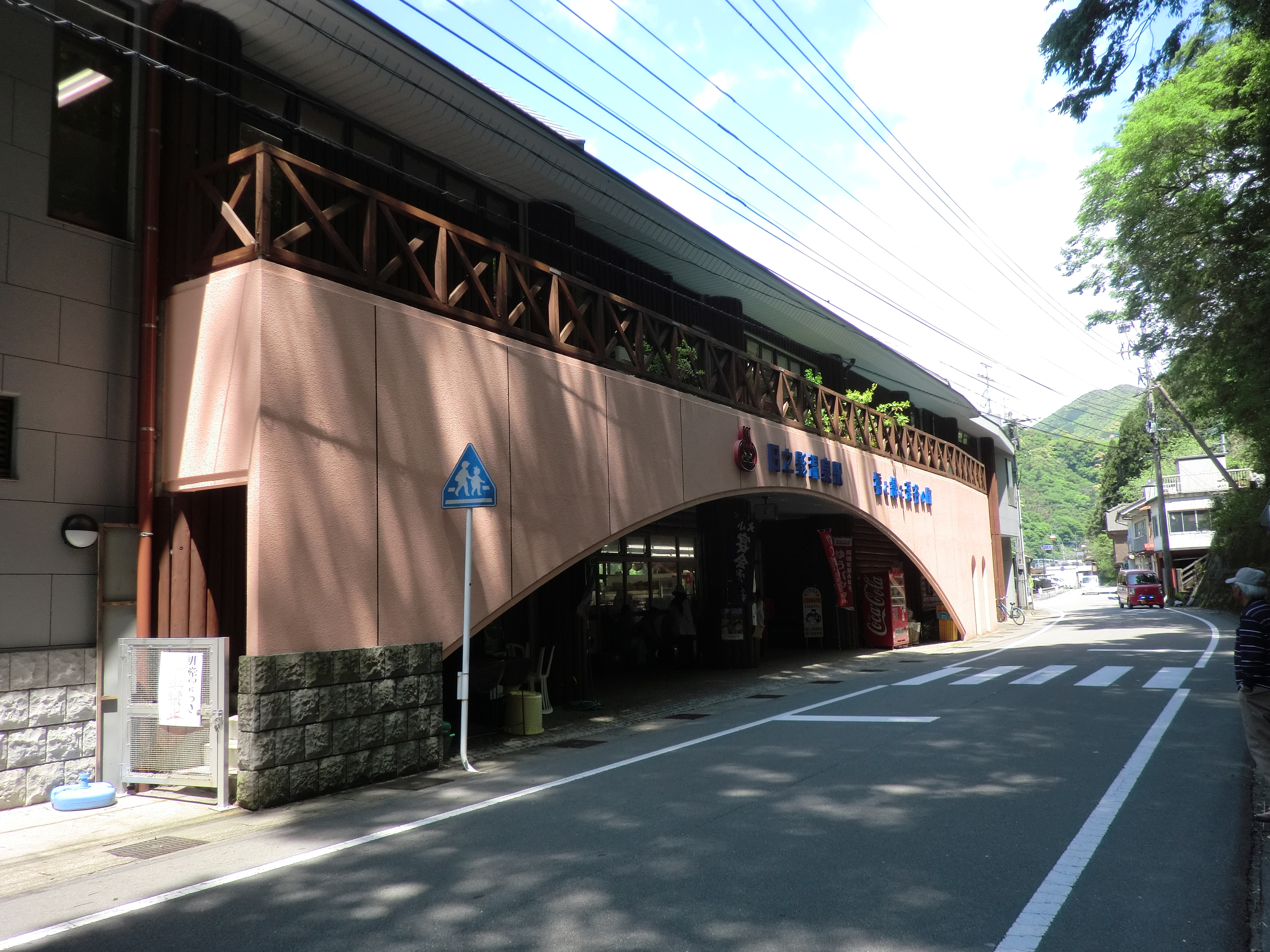
日之影温泉駅（温泉施設）

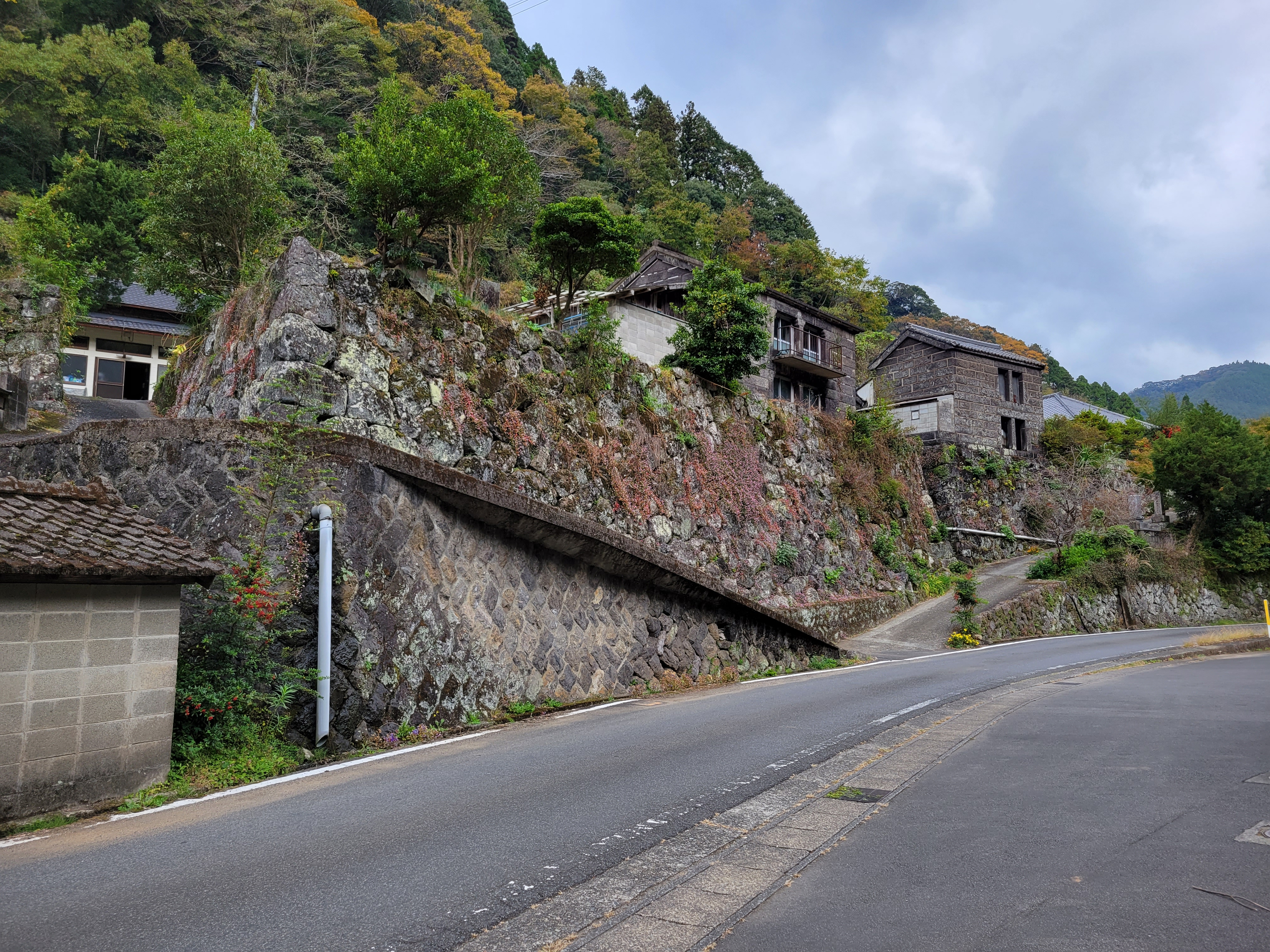
石垣の村（戸川集落）

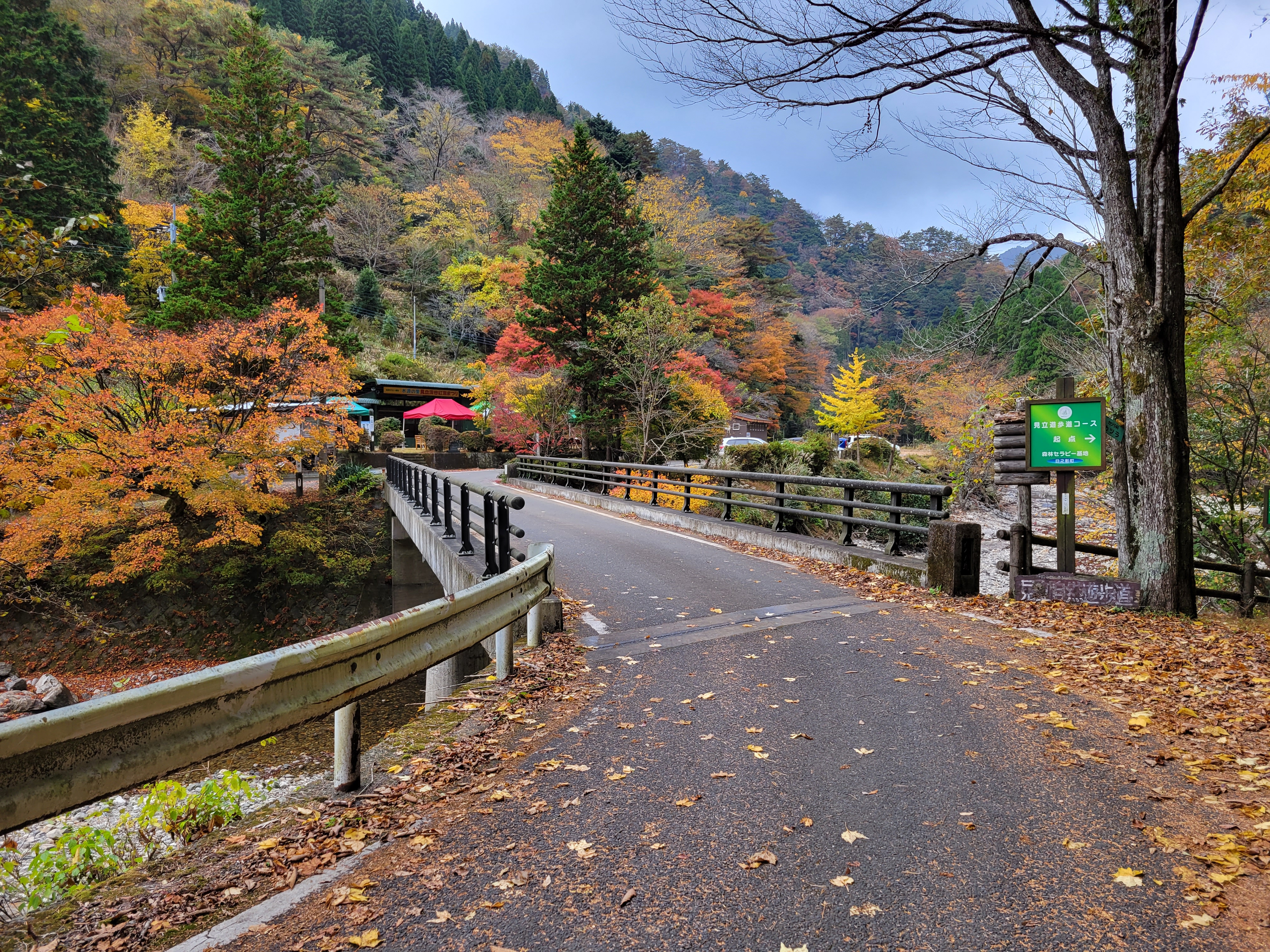
見立渓谷

### 名所・旧跡・観光スポット
- 英国館（国の登録有形文化財[11]）
日本建築と洋風建築をひとつにした、当時としては珍しい独特の建築。旧見立鉱山の開発にあたった英国人技師「ハンス・ハンター」により昭和初期に建てられた。
- 日之影町竹細工資料館
- 綱ノ瀬橋梁（旧高千穂鉄道橋梁・国の重要文化財[12]・選奨土木遺産[13] ）※延岡市と跨って架かる橋梁
- 第三五ヶ瀬川橋梁（旧高千穂鉄道橋梁・国の重要文化財[12]・選奨土木遺産[14]）

- 八戸観音滝
- 藤江監物・図書父子墓所
- 渓谷トロッコ道（遊歩百選指定）
- 石垣の村（日本棚田百選指定）　
村自体が石垣に囲まれており、最も古い石垣は嘉永～安政年間に築かれている。[15]
- 天神山つつじ公園（1万8千本のつつじを植栽）
- 中川地区チューリップ（4月上旬）
- 苔アート（中央地区各所）

#### 三大橋
日之影町には、高さ100メートルを越える橋が大小合わせて215基あり、独特の風景をつくりだしている。
そのうち、青雲橋・龍天橋・天翔大橋の三橋を「三大橋」と称している。
- 青雲橋（国道２１８号）
橋の西詰（熊本方）に道の駅青雲橋がある。
- 龍天橋（緑資源幹線林道 宇目須木線）
- 天翔大橋（ふるさと農道 松の木地区）

### キャンプ場・ロッジ・コテージ
- 日之影キャンプ村
- 丹助岳キャンプ場
- リフレッシュハウス出羽（いずるは）
- かもしかの森ケビン村
- 石垣茶屋
- 鹿川地区交流センター｢つりがね｣
- ＴＲ列車の宿（旧高千穂鉄道の列車を宿泊施設として提供）

### 伝統芸能・祭事
- 大人（おおひと）歌舞伎（宮崎県指定無形民俗文化財[17]）
農村集落に伝わる歌舞伎。毎年１０月、大人神社の例大祭で上演される。
- 深角（ふかすみ）団七踊り（宮崎県指定無形民俗文化財[18]）
毎年１０月、深角団七踊り保存会が祭りを開き、演目を上演する。
- 日之影神楽（宮崎県指定無形民俗文化財[19]）

毎年１１月～２月にかけ、町内各集落で奉納される。隣町の高千穂の夜神楽を源流とするが、独自の舞もあるなど地域性が見られる。
- 田植え踊り
- 古園棒術
- 流れ灌頂（８月、五ヶ瀬川河川敷）

### 催事
- おひさまのおかげ「青雲朝市」

　毎月第３日曜日に道の駅青雲橋で開催。町内で生産された農産物・加工品などを生産者が直売する。
- ロードフェスタ（春・秋、生産者の直売市）
- 日之影川の「こいのぼり」（4～5月設置）

- 山開き（傾山、五葉・トッキン岳 ほか）
- ひのかげ渓谷まつり（秋）

## 著名な出身者
- 赤星たみこ（漫画家）
- 池江敏郎（厩務員）(1935～2007)
- 中村誠（空手家）
- 高橋幸宏（榊原記念病院・心臓血管外科医）幼少期を日之影町で過ごした。弟は高橋巨典。
- 高橋巨典（フリーアナウンサー）幼少期を日之影町で過ごした。兄は高橋幸宏。